# Nikoloz Baratashvili
Nikoloz "Tato" Baratashvili (en georgiano: ნიკოლოზ "ტატო" ბარათაშვილი; 4 de diciembre de 1817-21 de octubre de 1845) fue un poeta georgiano. Fue uno de los primeros georgianos en unir el nacionalismo moderno con el romanticismo europeo y en introducir el "europeísmo" en la literatura georgiana. Debido a su temprana muerte, Baratashvili dejó un legado literario relativamente pequeño, con menos de cuarenta poesías cortas, un poema extenso y algunas cartas privadas, pero se le considera, sin embargo, el mayor representante del romanticismo georgiano. Se le llamó el "Byron georgiano".